# Contraponto (filme)
Tideland (Contraponto) é um filme de 2005 dirigido por Terry Gilliam. O filme foi baseado no livro homônimo de Mitch Cullin.

## Sumário
Um casal de viciados em heroína composto por Noah (Jeff Bridges) e sua esposa (Jennifer Tilly) além de sua pequena filha Jeliza-Rose (Jodelle Ferland) habitam uma casa devastada pelos mazelos do casal. Noah, um guitarrista country do passado vive com sua filha, que injeta-lhe drogas e em sua mãe também. Jeliza-Rose, para escapar dessa terrível infância, brinca com bonecas decapitadas submergindo num mundo imaginário próprio. Certa noite, seu pai conta-lhe que tem planos para fugirem para uma cidade chamada Jutlândia apesar das negativas de sua mulher. Nesta mesma noite sua mãe tem uma overdose e morre. Seu pai, explica-lhe então que assim poderão fugir para Jutlândia.
No caminho, Noah que está totalmente drogado no ônibus, acusa sua filha de ter soltado puns, fazendo com que todos a observem. Noah vomita diante de todos. Nisso é necessário fazer uma parada para que eles se limpem. Uma caminhonete os levam até uma casa de campo abandonada, onde a família se instala. A casa pertencia a falecida mãe Noah, que Jeliza-Rose nunca conheceu. Em sua primeira noite ali, Noah também sofre uma overdose e morre, igualmente sua esposa. Quando Jeliza-Rose acorda, seu pai esta morto. Como Jeliza-Rose já havia visto seu pai naquele estado outras vezes, achou normal o modo dele, e não se importou com o ocorrido. Acostumada com o cadáver de Noah que se encontra encostado na poltrona da sala com seus óculos Ray-ban, grande parte do resto do filme se passa com essa cena, com o cadáver apodrecendo.
Em suas viagens em seu mundo, Jeliza-Rose conhece seus vizinhos, Dickens (Brendan Fletcher), um homem deficiente com a mentalidade de uma criança de dez anos, e sua irmã, Dell (Janet McTeer), uma extravagante mulher que tem um olho cego devido ao ataque de abelhas, onde colocou fogo nas colmeias. A relação com seus novos vizinhos é bom para Jeliza-Rose. Dickens e Dell, também acostumados, praticam taxidermia com o corpo de Noah, para que se mantenha preservado, igual fizeram com sua própria mãe a uns tempos atrás.
Jeliza-Rose e Dickens começam a ter um estranho sentimento amoroso, a qual se envolvem com maior intensidade conforme avança a trama. Dickens mostra para Jeliza-Rose seu maior segredo, ele possui uma barra de dinamite que utilizará para explodir um "monstro" que ronda pelas redondezas. O monstro resulta ser uma locomotiva que explode, ferindo e matando muitas pessoas. Uma mulher que sobreviveu, vê Jeliza-Rose e pensa ser ela uma vítima do acidente e oferece-lhe ajuda , enquanto Dell busca desesperadamente por seu irmão, que desapareceu na explosão.

## Prêmios

### Vencido
- Festival Internacional de Cinema de San Sebastián[3] (2005) (FIPRESCI) - Federação internaional dos críticos de cinema

### Nomeado
- Golden Trailer Awards (2006) - Melhor trailler estrangeiro.
- Saturn Award (2007) - Melhor performance de um ator jovem (Jodelle Ferland).
- 27th Genie Awards (2007)
  - Melhor atriz (Jodelle Ferland)
  - Direção de arte/Produção e Design (Jasna Stefanovic)
  - Cinematografia (Nicola Pecorini)
  - Costume design (Mario Davignon)
  - Edição (Lesley Walker)
  - Overall Sound